# Espace Dalí

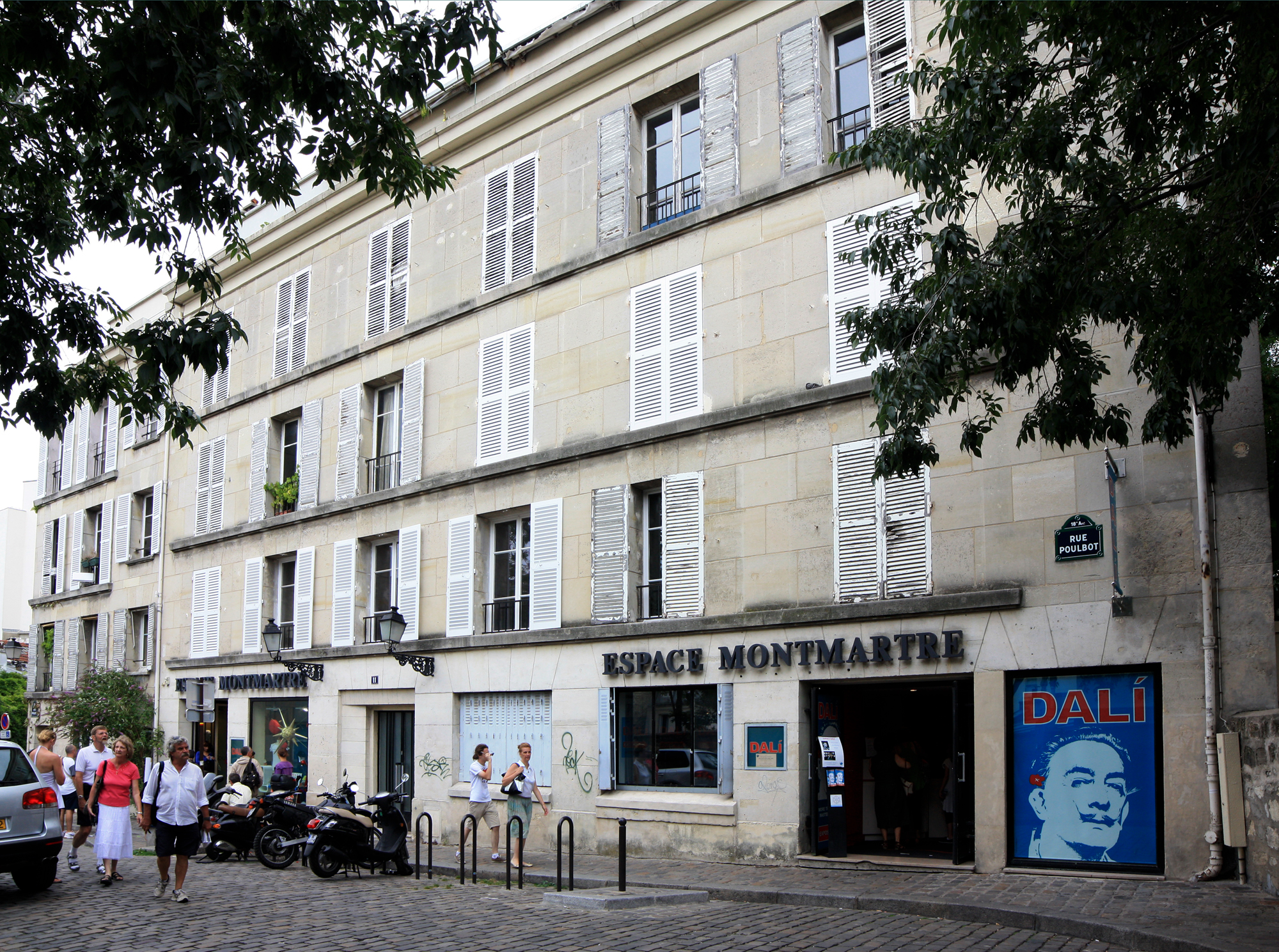
Espace Dali

Espace Dalí (Không gian Dalí) là một bảo tàng nghệ thuật ở Quận 18 thành phố Paris, trưng bày các tác phẩm của họa sĩ nổi tiếng Salvador Dalí. Nằm trên đồi Montmartre, không xa quảng trường Tertre, Espace Dalí trưng bày khoảng 300 tác phẩm của Salvador Dalí, phần lớn là tác phẩm điêu khắc. Năm 2007, Espace Dalí đón 120.000 lượt khách thăm. Du khách có thể đến thăm Dalí Paris hàng ngày từ 10:00 sáng đến 6:00 chiều.